# ライヴ・イン・ハイド・パーク
ライヴ・イン・ハイド・パーク (Live in Hyde Park) は、レッド・ホット・チリ・ペッパーズのライヴ・アルバム。2004年8月3日発売。
2004年6月から10月に行われた「Roll On The Red tour」(日本でも来日公演が大阪と横浜で実現した)の中から6月20日、21日、25日に、イギリス・ロンドンのハイド・パークで行われた
ライヴを収録している。
ライヴが行われたイギリスでは12万枚を売り上げ1位を記録
。日本のオリコンチャートは9位を記録した。

## 収録曲

### Disc 1
1. イントロ　Intro - 3:57
2. キャント・ストップ　Can't Stop" - 5:13
3. アラウンド・ザ・ワールド　"Around the World" – 4:12
4. スカー・ティッシュ　"Scar Tissue" – 4:08
5. バイ・ザ・ウェイ　"By the Way" – 5:20
6. フォーチュン・フェイテッド　"Fortune Faded"  – 3:28
7. アイ・フィール・ラヴ　"I Feel Love" – 1:28
  - ドナ・サマーのカヴァー 。
8. アザーサイド　"Otherside" – 4:34
9. イージリー　"Easily" – 5:00
10. ユニヴァーサリー・スピーキング　"Universally Speaking" – 4:16
11. ゲット・オン・トップ　"Get On Top" – 4:06
12. ブランディ　"Brandy (You're a Fine Girl)"  – 3:34
  - Looking Glassのカヴァー。
13. ドント・フォゲット・ミー　"Don't Forget Me" – 5:22
14. ローリング・スライ・ストーン　"Rolling Sly Stone" – 5:06

### Disc 2
1. スロウ・アウェイ・ユア・テレヴィジョン　"Throw Away Your Television" – 7:30
2. レヴァレイジ・オブ・スペース　"Leverage of Space" – 3:29
3. パープル・ステイン　"Purple Stain" – 4:16
4. ザ・ゼファー・ソング　"The Zephyr Song" – 7:04
5. カリフォルニケイション　"Californication" – 5:26
6. ライト・オン・タイム　"Right On Time" (Contains the intro of Joy Division's "Transmission")  – 3:54
7. パラレル・ユニヴァース　"Parallel Universe" – 5:37
8. ドラム・オマージュ・メドレー　"Drum Homage Medley" – 1:29
  - "Rock and Roll" (レッド・ツェッペリン)
  - "Good Times Bad Times" (レッド・ツェッペリン)
  - "Sunday Bloody Sunday" (U2)
  - "We Will Rock You" (クイーン)
9. アンダー・ザ・ブリッジ　"Under the Bridge" – 4:54
10. ブラック・クロス　"Black Cross" ― 3:30 #*45 Graveのカヴァー。
11. フリーズ・トランペット・トリーテッド・バイ・ジョン　"Flea's Trumpet treated by John" – 3:28
12. ギヴ・イット・アウェイ　"Give It Away" – 13:17